# Epistreptus ehlersi
Epistreptus ehlersi är en mångfotingart som beskrevs av Filippo Silvestri 1898. Epistreptus ehlersi ingår i släktet Epistreptus och familjen Spirostreptidae. Inga underarter finns listade i Catalogue of Life.